# Rahmennetz
In der Geodäsie wird die Methode der Rahmennetze für eine umfangreiche Netzausgleichung verwendet, wenn die Matrix der Normalengleichungen für eine stabile numerische Inversion zu groß wird – d. h. wenn das Vermessungsnetz für eine exakte Lösung zu viele Punkte umfasst.
Sie ist eine genäherte oder Iterations-Methode, bei der zunächst ein Rahmen aus einem Dutzend bis zu einigen hundert Punktmaschen definiert wird, das einer strengen Ausgleichung unterworfen wird. In dieses Gerippe, das möglichst dicht ineinander verzahnt ist, werden nachträglich alle anderen Vermessungspunkte eingebunden.
Die einzelnen Punktmaschen werden vorzugsweise an jenen Stellen – meist im Umfeld großer Städte – definiert, wo viele Messlinien oder Dreiecksketten der Triangulation zusammenlaufen, sodass der Rahmen ein geometrisch und numerisch stabiles Gebilde ergibt.
Dadurch wurde es schon im ersten Viertel des 20. Jahrhunderts möglich, geodätische Netze über große Teile eines Kontinents exakt zu berechnen, obwohl Rechenhilfsmittel wie die heutige EDV nicht zur Verfügung standen.
Die zwei bekanntesten Anwendungen sind:
- das Nordamerikanische Netz NAD, dessen Traversen – in große Vierecke nach den vier Haupthimmelsrichtungen zerlegt – um 1925 nach der Bowie-Methode ausgeglichen wurde. Es überdeckt etwa vier Millionen km² mit 26 Knotennetzen und einer Normalgleichungsmatrix von 100 × 100, was damals manuell gerade noch möglich war. In diesen Rahmen mit einer durchschnittlichen Maschenweite von 500 km wurden dann die insgesamt fast 10.000 einzelnen TP eingepasst.
- das Zentraleuropäische Netz, das um 1940 begonnen und nach dem Zweiten Weltkrieg unter Führung von Helmut Wolf und Offizieren der US-Besatzungsmacht vollendet wurde. Es bildete die Grundlage des späteren Europanetzes (siehe auch ED50 und ED79), das allerdings über „Nähte“ entlang der Staatsgrenzen durchgerechnet wurde, um die Landesvermessungen der einzelnen Staaten nicht gegenseitig in vollem Umfang überlassen zu müssen.